# Charles Williams (koszykarz)
Charles E. „Charlie” Williams (ur. 5 września 1943 w Colorado Springs) – amerykański koszykarz, występujący na pozycji rozgrywającego oraz rzucającego obrońcy.

## Osiągnięcia
NCAA
- Uczestnik:
  - rozgrywek Sweet Sixteen turnieju NCAA (1964)
  - turnieju NCAA (1963, 1964)

ABA
- Mistrz ABA (1968)[1]
- Uczestnik meczu gwiazd ABA (1969, 1970)[2][3]
- Zaliczony do I składu ABA (1968)[4]